# Hans Rösch
Hans Rösch fue un deportista alemán que compitió para la RFA en bobsleigh en la modalidad cuádruple. Ganó cuatro medallas en el Campeonato Mundial de Bobsleigh entre los años 1953 y 1960.

## Palmarés internacional
| Campeonato Mundial | Campeonato Mundial           | Campeonato Mundial | Campeonato Mundial |
| Año                | Lugar                        | Medalla            | Prueba             |
| ------------------ | ---------------------------- | ------------------ | ------------------ |
| 1953               | Garmisch-Partenkirchen (RFA) | Medalla de bronce  | Cuádruple          |
| 1954               | Cortina d'Ampezzo (Italia)   | Medalla de plata   | Cuádruple          |
| 1958               | Garmisch-Partenkirchen (RFA) | Medalla de oro     | Cuádruple          |
| 1960               | Cortina d'Ampezzo (Italia)   | Medalla de plata   | Cuádruple          |